# Ярек-Бисаський
Ярек-Бисаський (хорв. Jarek Bisaški) — населений пункт у Хорватії, в Вараждинській жупанії у складі громади Брезниця.

## Населення
Населення за даними перепису 2011 року становило 204 осіб.
Динаміка чисельності населення поселення:

## Клімат
Середня річна температура становить 10,22 °C, середня максимальна – 24,33 °C, а середня мінімальна – -6,18 °C. Середня річна кількість опадів – 878 мм.
| Клімат поселення                              | Клімат поселення | Клімат поселення | Клімат поселення | Клімат поселення | Клімат поселення | Клімат поселення | Клімат поселення | Клімат поселення | Клімат поселення | Клімат поселення | Клімат поселення | Клімат поселення | Клімат поселення |
| Показник                                      | Січ.             | Лют.             | Бер.             | Квіт.            | Трав.            | Черв.            | Лип.             | Серп.            | Вер.             | Жовт.            | Лист.            | Груд.            |                  |
| Середній максимум, °C                         | 5,77             | 7,81             | 12,19            | 16,37            | 21,26            | 24,33            | 23,90            | 23,32            | 19,40            | 14,22            | 8,60             | 4,72             |                  |
| Середня температура, °C                       | −0,2             | 1,82             | 6,21             | 10,40            | 15,29            | 18,37            | 19,99            | 19,42            | 15,50            | 10,33            | 4,69             | 0,81             |                  |
| Середній мінімум, °C                          | −6,18            | −4,15            | 0,24             | 4,42             | 9,32             | 12,39            | 16,07            | 15,50            | 11,58            | 6,42             | 0,77             | −3,08            |                  |
| Норма опадів, мм                              | 45               | 46               | 57               | 68               | 76               | 100              | 84               | 89               | 83               | 84               | 84               | 62               |                  |
| Середньомісячна швидкість вітру, м/с          | 1.92             | 2.17             | 2.50             | 2.47             | 2.30             | 2.09             | 2.00             | 1.80             | 1.80             | 1.90             | 2.00             | 2.00             |                  |
| Середньомісячна сонячна радіація, кДж/м²·день | 4085             | 6814             | 10534            | 14880            | 19030            | 20875            | 21693            | 18821            | 13989            | 8686             | 4537             | 3255             |                  |
| --------------------------------------------- | ---------------- | ---------------- | ---------------- | ---------------- | ---------------- | ---------------- | ---------------- | ---------------- | ---------------- | ---------------- | ---------------- | ---------------- | ---------------- |
| Джерело:                                      |                  |                  |                  |                  |                  |                  |                  |                  |                  |                  |                  |                  |                  |